# Põhja-Tallinn
Põhja-Tallinn (en estonio Tallin-Norte) es uno de los ocho distritos administrativos (linnaosa) en los que se divide la ciudad de Tallin, la capital de Estonia.
Tiene una población de 59.536 habitantes, según datos del 1 de agosto de 2019, y cubre un área de 17,30 km². Es el distrito más septentrional y ocupa una península que se adentra en la Bahía de Tallin. Limita al sureste con el distrito de Kesklinn, al sur con el de Kristiine y al suroeste con el de Haabersti.

## Puntos de interés

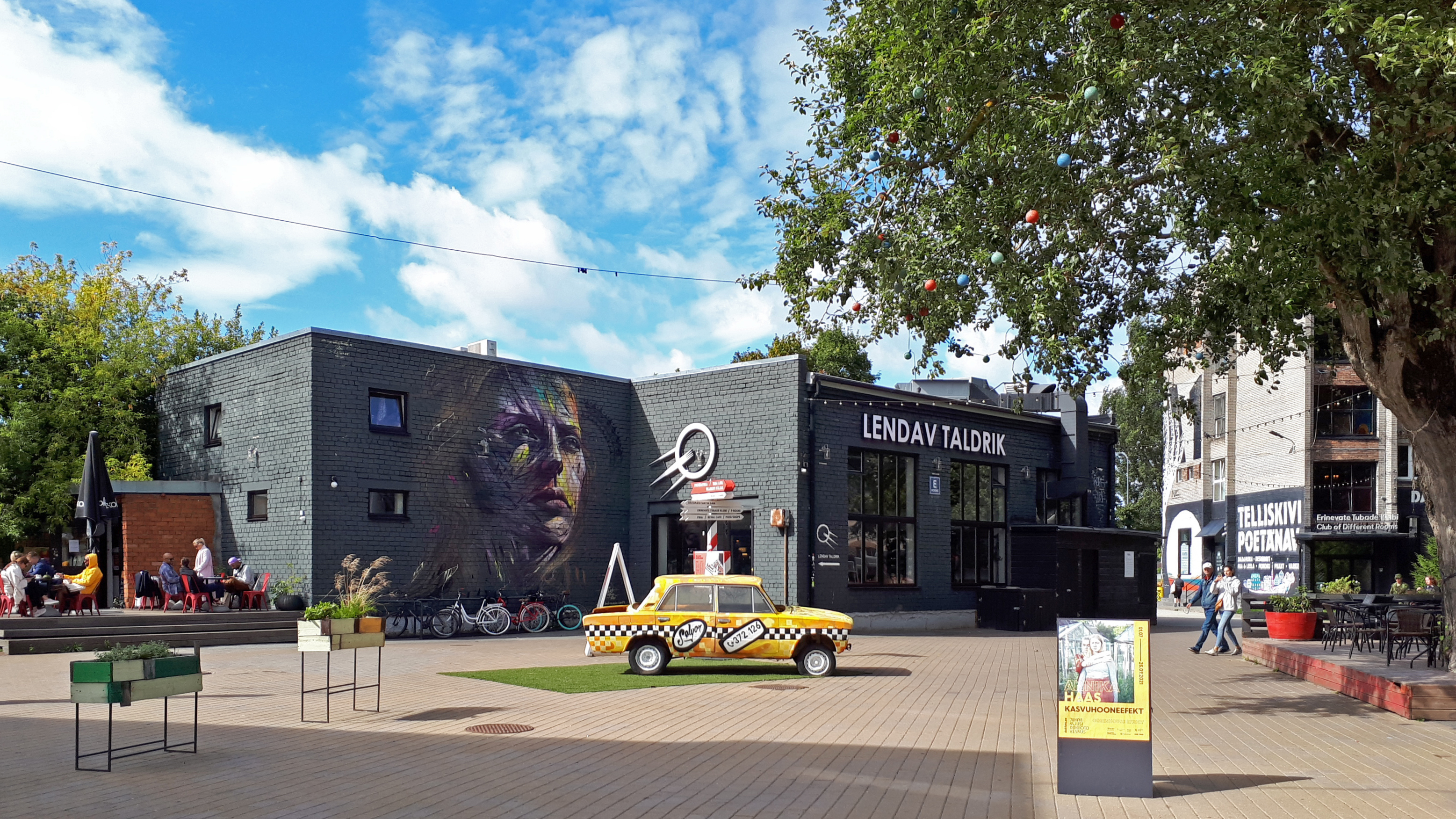
Vista de la Ciudad Creativa de Telliskivi (Telliskivi Loomelinnak)

Põhja-Tallin es, junto con el centro histórico (Kesklinn) y la colina Toompea, una de las zonas más antiguas de la ciudad. Las penínsulas de Paljassaare y Kopli son conocidas desde la Edad Media por sus playas y puertos. En este distrito se encuentra la estación de trenes de Tallin, la playa de Pelguranna y las antiguas casas de madera de Kalamaja, de gran valor histórico y arquitectónico.
Dentro del barrio de Kalamaja, en la calle Telliskivi, se encuentra la Ciudad Creativa de Telliskivi (Telliskivi Loomelinnak), un lugar de encuentro de jóvenes artistas donde se organizan numerosos eventos, surgido de la restauración y revitalización de una antigua fábrica de generadores eléctricos.
En Karjamaa se encuentra el puerto de Miinisadam, la base de operaciones de la Armada Estonia. El extremo norte de la península de Paljassaare es un área natural protegida.

## Barrios
Põhja-Tallinn se divide a su vez en 9 barrios (en estonio asumid): Kalamaja, Karjamaa, Kelmiküla, Kopli, Merimetsa, Paljassaare, Pelgulinn, Pelguranna y Sitsi.

### Kalamaja

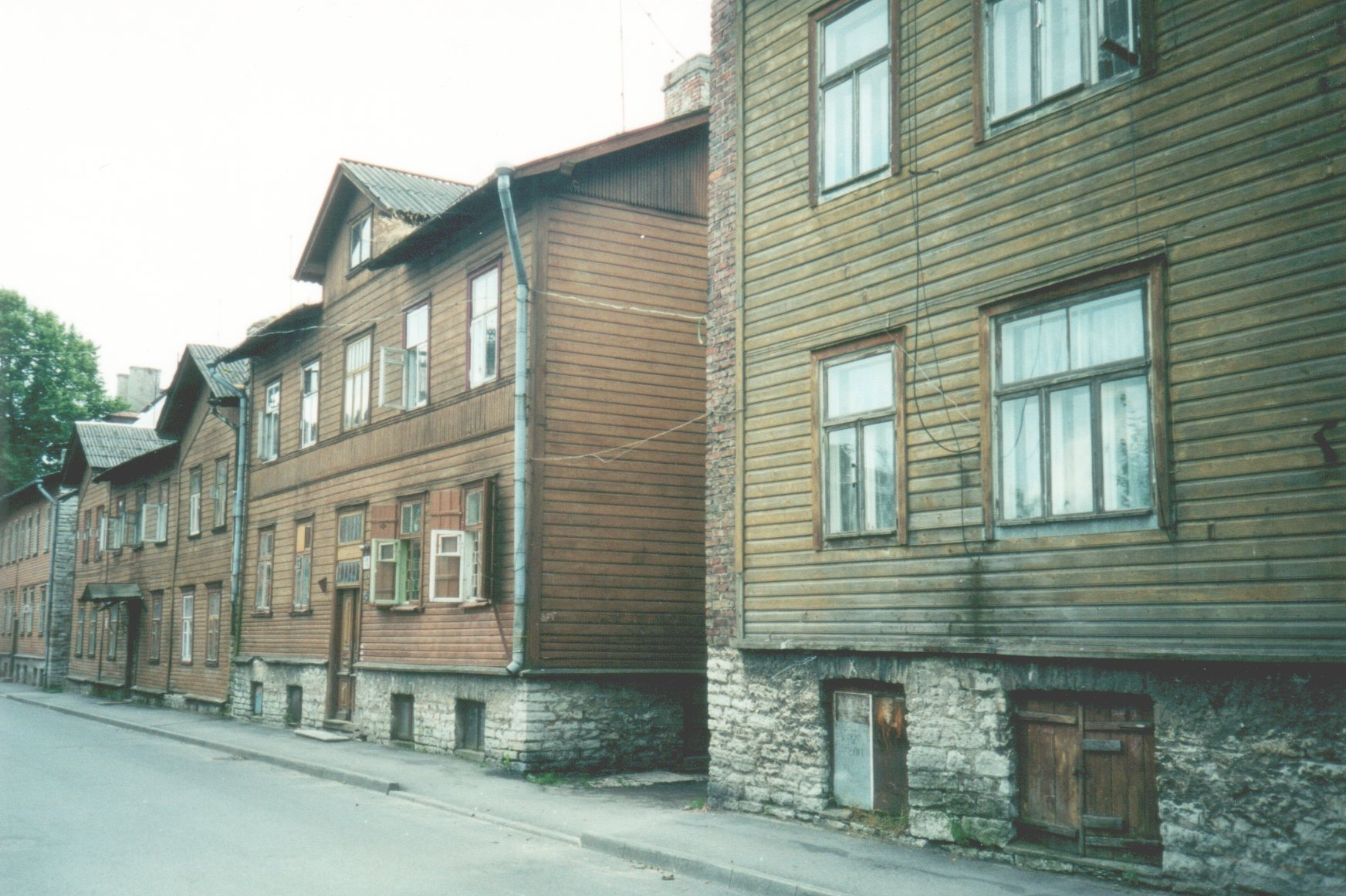
Casas de madera en el distrito de Kalamaja

Kalamaja ha sido a lo largo de la historia el principal puerto pesquero de la ciudad. En el siglo XIV era un asentamiento para los estonios que trabajaban en el puerto de Tallin (pescadores, trabajadores portuarios, pescaderos...). Su nombre en alemán era "Fischermay". La zona comenzó a industrializarse en el siglo XIX. Grandes fábricas comenzaron a surgir en esta parte de la ciudad, que trajeron consigo una afluencia de miles de nuevos trabajadores. Las casas de madera que se construyeron para dar alojamiento a estos trabajadores forman parte del patrimonio arquitectónico del barrio. En la primera mitad del siglo XX se construyó una central eléctrica. El edificio ahora es un museo de ciencias.
Tras la Segunda Guerra Mundial, los ocupantes soviéticos establecieron una base militar en Kalamaja en 1964. Para ello demolieron el cementerio más antiguo de Tallin. La zona es ahora un parque, el Kalamaja kalmistupark (Parque del cementerio de Kalamaja).

### Karjamaa

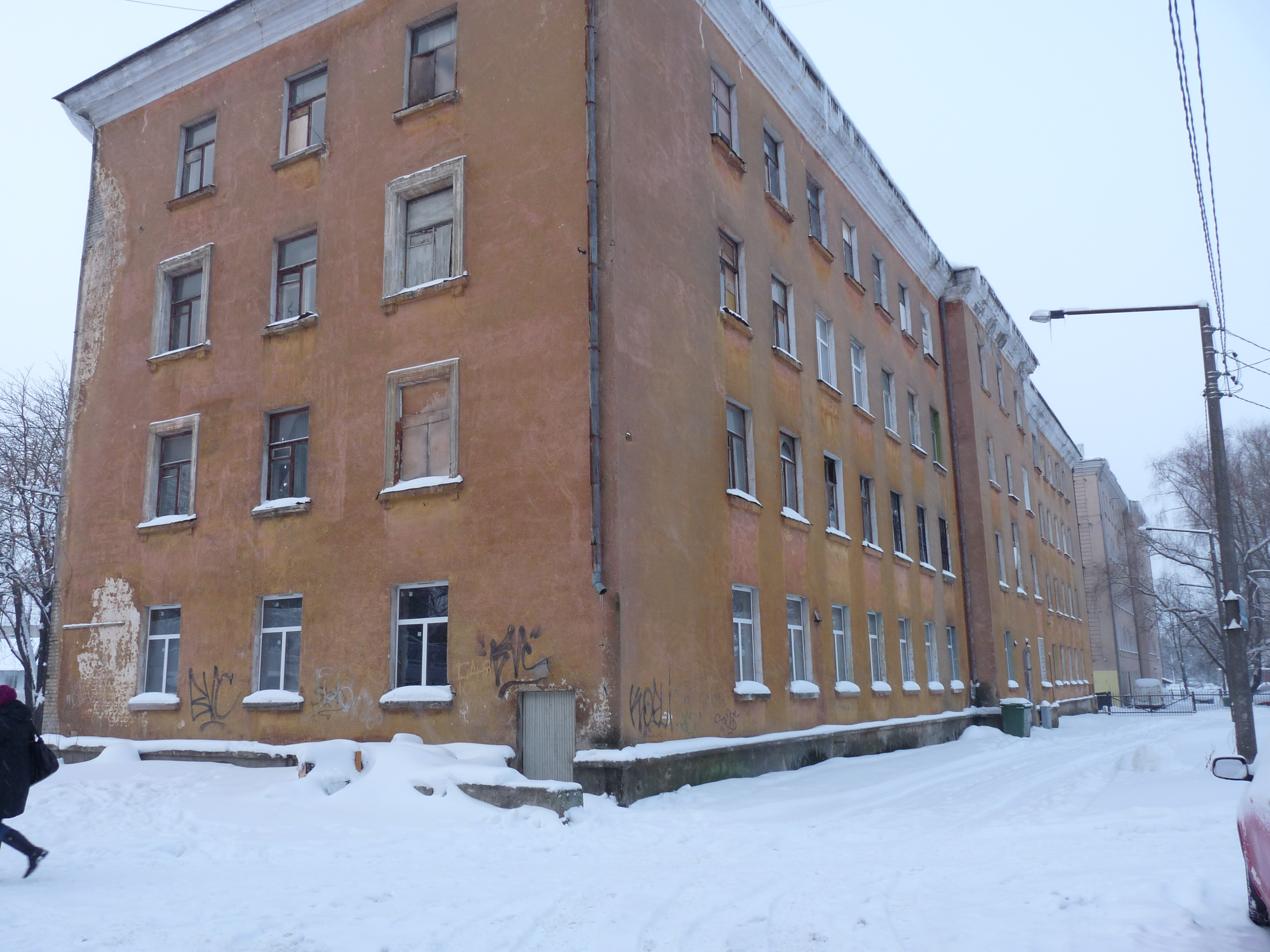
Bloque de apartamentos soviético en Karjamaa

Karjamaa ("tierra de pastos") fue originalmente la tierra donde los tallineses sacaban a pastar su ganado. En el siglo XIX el área experimentó una importante industrialización. Justo antes de la Primera Guerra Mundial se construyó una base naval. Durante la independencia la industria continuó desarrollándose. Durante la ocupación soviética (1944-1991) la zona fue urbanizada con bloques de apartamentos de estilo soviético. Desde 2003, muchos de estos bloques han sido renovados y modernizados.

### Kelmiküla

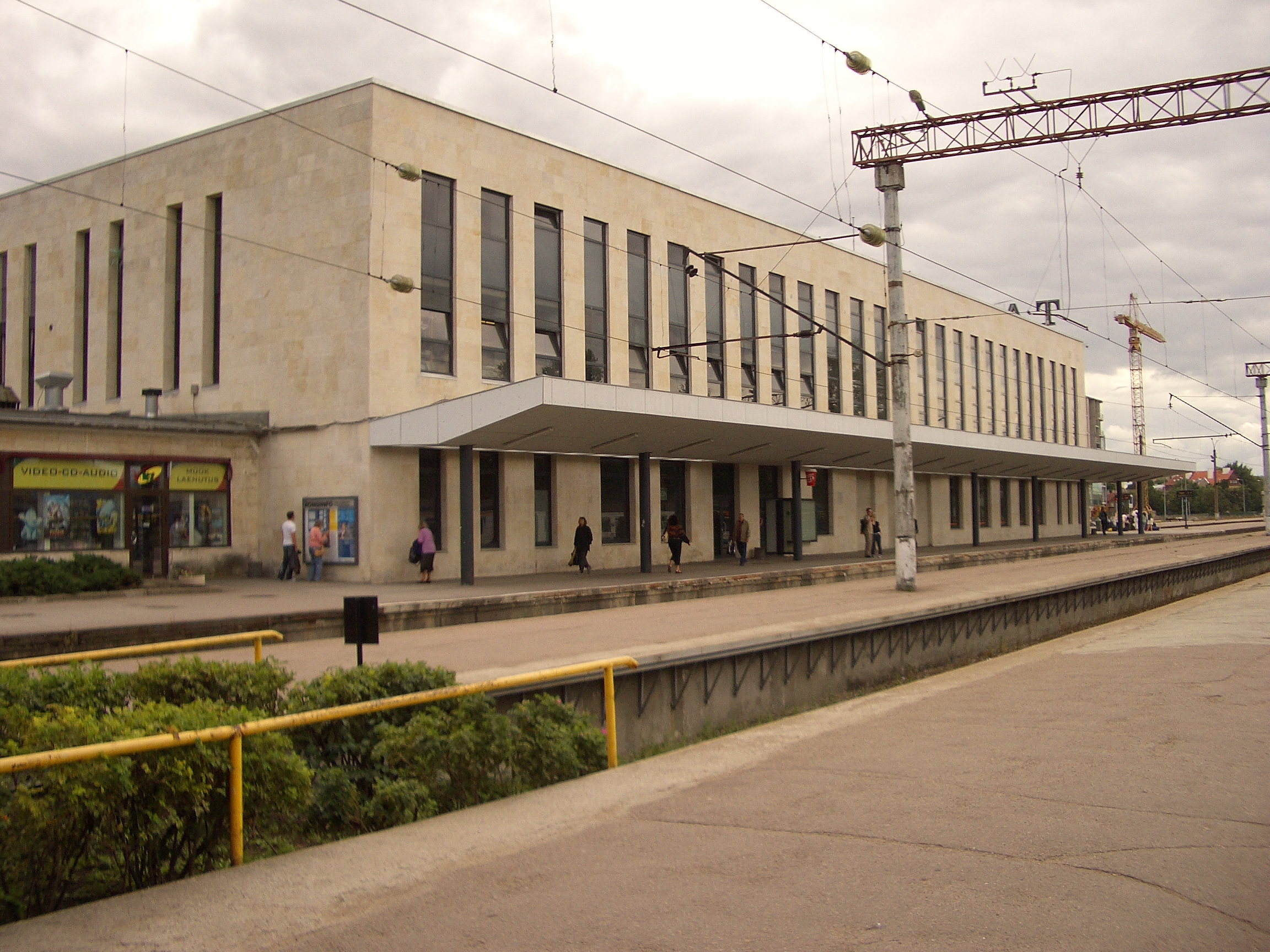
La Estación del Báltico en el barrio de Kelmiküla

El pequeño vecindario de Kelmiküla cobró vida cuando en 1870 se construyó allí la Estación del Báltico, la estación principal de Tallin. El edificio de la antigua Escuela Técnica Ferroviaria es hoy una institución académica privada.

### Kopli

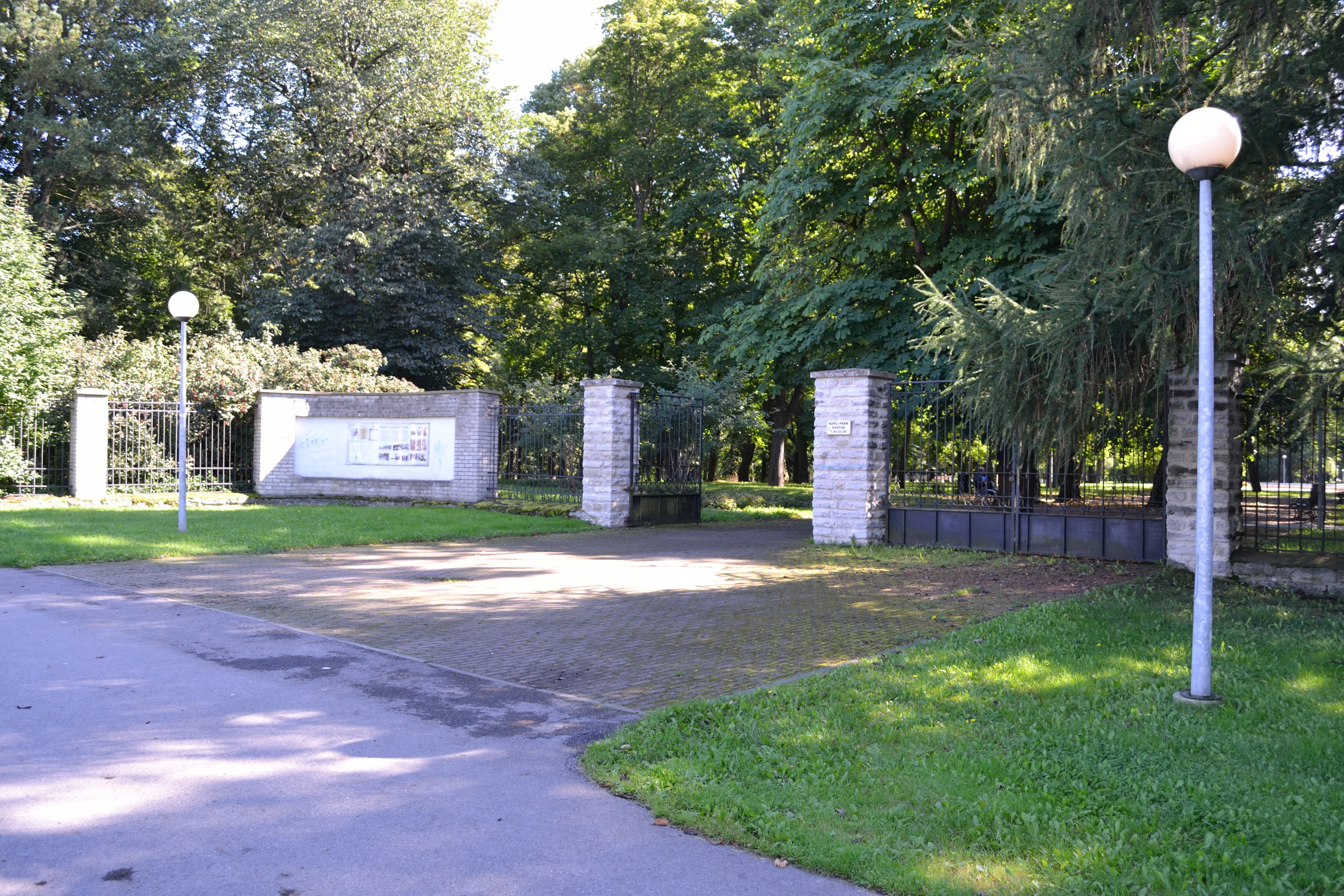
Entrada al parque de Kopli, antiguo cementerio de alemanes del Báltico

La zona de Kopli (en alemán Ziegelskoppel) era, al igual que Karjamaa, una tierra de pastoreo. En el siglo XIV surgió un pueblo de pescadores. Las primeras industrias se establecieron a fines del siglo XIX. En 1911, poco antes de la Primera Guerra Mundial, las autoridades rusas decidieron ampliar el puerto con una base naval. La presencia de la Armada Imperial Rusa atrajo la instalación de un astillero.
Entre las dos guerras mundiales, la actividad industrial y la construcción naval en Kopli se estancaron. Solo en los años treinta el barrio volvió a crecer, pero el estallido de la Segunda Guerra Mundial puso fin a ese desarrollo. Kopli sigue siendo una hoy zona desfavorecida de Tallin y el barrio es un punto de encuentro para las personas sin hogar.
En Kopli existió un cementerio para los habitantes de Tallin de habla alemana. El cementerio, al igual que el de Kalamaja, fue completamente demolido en 1950-51 para dar paso a una base militar. Hoy en día en este lugar hay un parque.

### Merimetsa

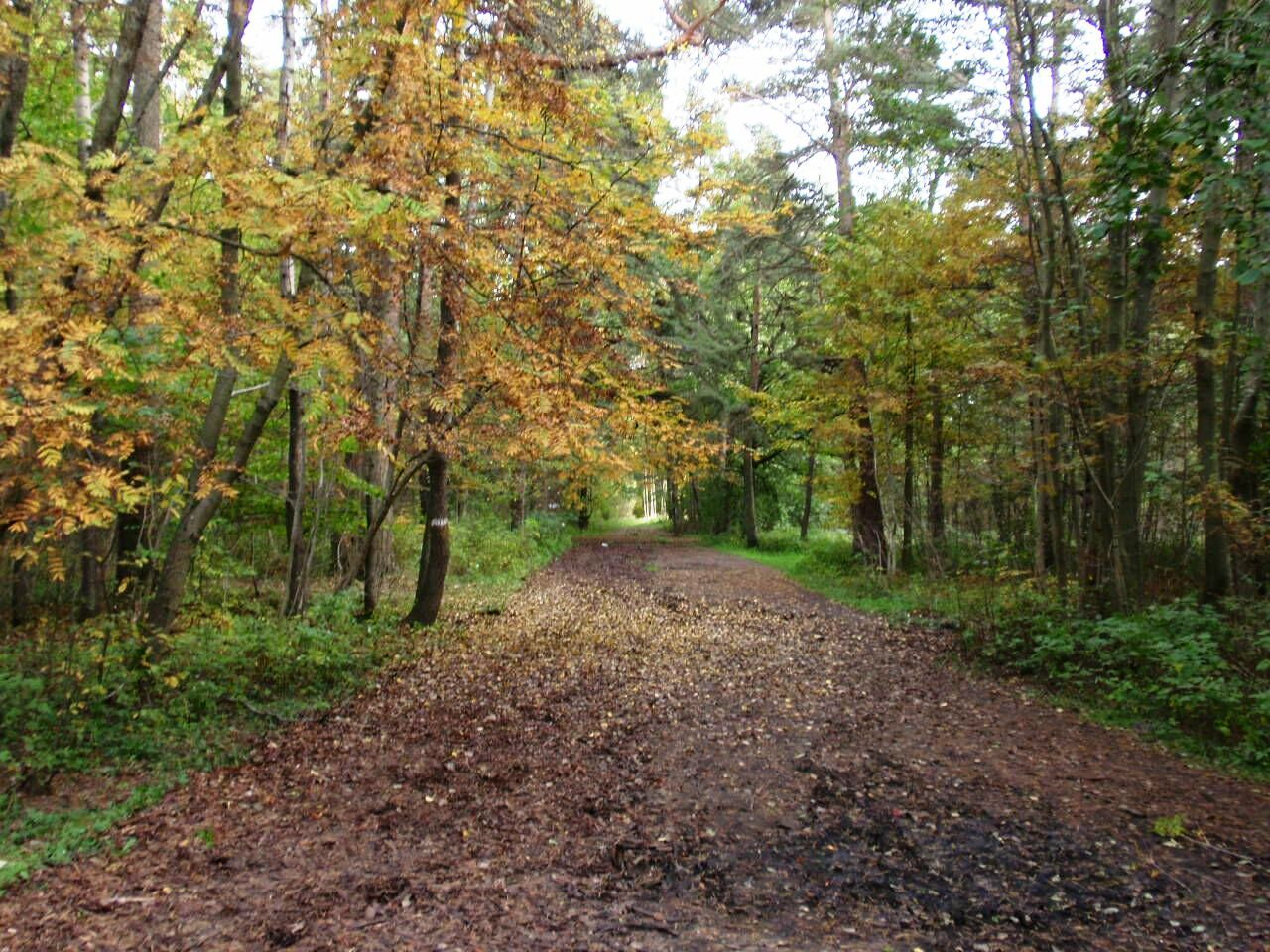
Bosque de Merimetsa

El barrio de Merimetsa recibe su nombre del bosque Merimets ("Bosque del mar"), que ocupa la mayor parte de su superficie. También recibe el nombre de Stroomi mets, por la playa cercana  Stroomi rand. Aquí se ubica un hospital, un centro psiquiátrico y un gran supermercado de la cadena Selver. Con 4 habitantes censados, Merimetsa es una de las zonas menos pobladas de Tallin.

### Paljassaare
Paljassaare ("Isla desnuda") es, al igual que Kopli, una península dentro de la península de Põhja-Tallinn. Surgió en el siglo XIX cuando, debido al descenso del nivel del Mar Báltico, dos islas, Suur-Karli y Väike-Karli ("Gran Carlos" y "Pequeño Carlos") se unieron con el continente. Hasta después de la Segunda Guerra Mundial era zona militar y estaba por tanto cerrada al público. Tras la guerra se construyeron un complejo residencial, un puerto pesquero y una planta de tratamiento de aguas residuales.

### Pelgulinn
Pelgulinn ("Ciudad Refugio") fue, hasta el siglo XVIII, un escondite para ladrones y delincuentes que hacían que la zona fuera insegura, de ahí su nombre. A finales del siglo XIX se construyeron las líneas ferroviarias des Tallin a Paldiski y Narva, aquí se construyó un vecindario para los trabajadores del ferrocarril. Muchas de las casas típicas de ese vecindario, que constan de dos pisos y están construidas en madera, siguen en pie hoy. Tras la Segunda Guerra Mundial la zona se urbanizó con edificios de gran altura de estilo soviético.

### Pelguranna

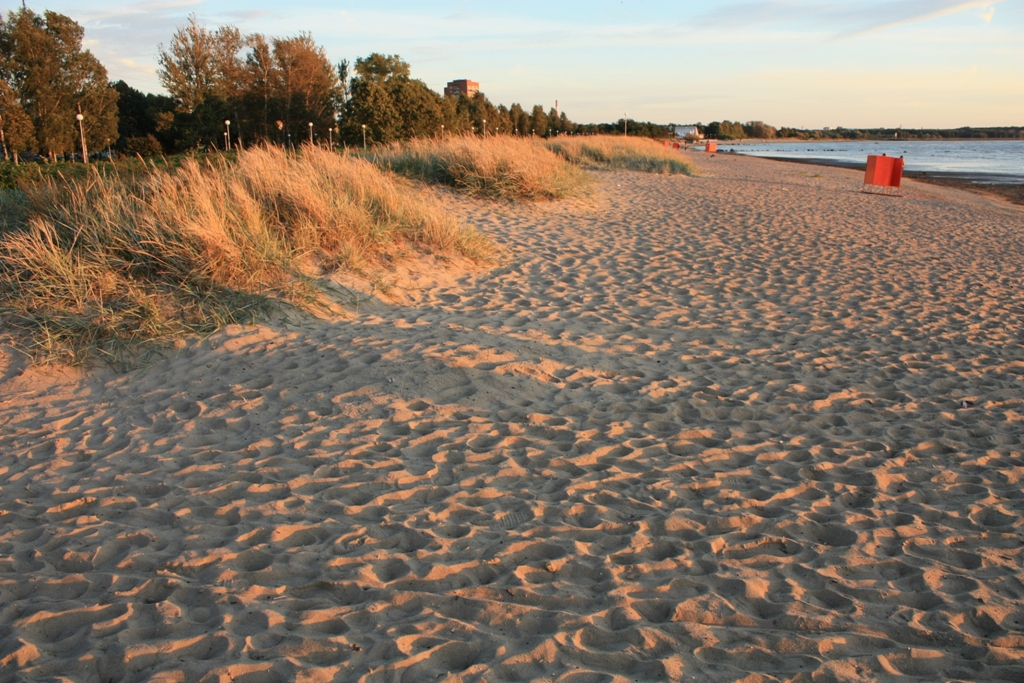
La playa Stroomi rand

Pelguranna ("Playa Refugio") se encuentra al noroeste de Pelgulinn. A finales del siglo XIX se establecieron en la zona muchos trabajadores de la fábrica de algodón del barrio vecino de Sitsi, para los cuales se construyeron modestas casas de madera. Durante la ocupación soviética (1944-1991) la zona se urbanizó con bloques prefabricados de hormigón.
La playa Stroomi rand, que se encuentra entres los distritos de Merimetsa y Pelguranna, es muy popular entre los lugareños.

### Sitsi

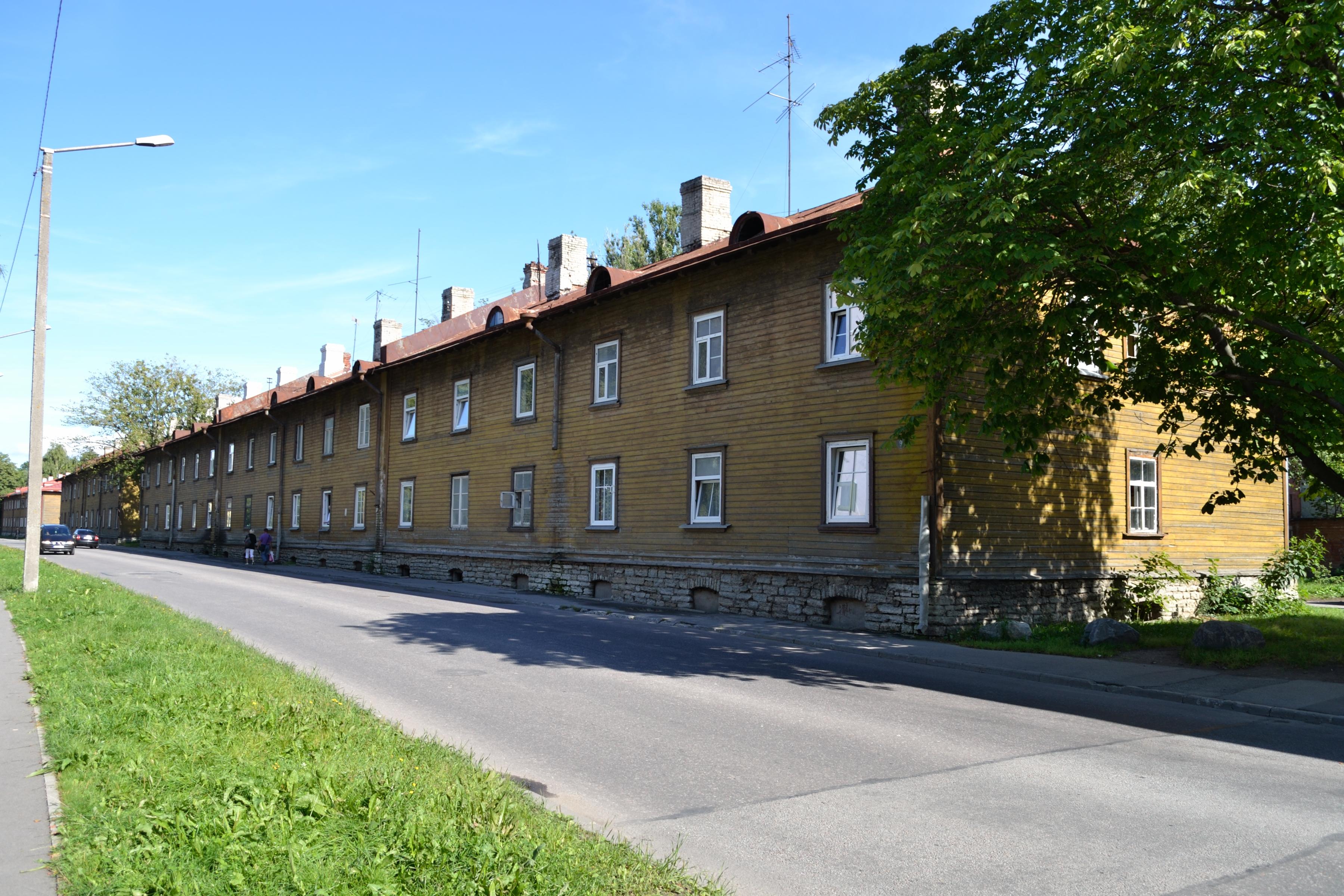
Casas de madera para los trabajadores de las fábricas de algodón en Sitsi

Sitsi se ubica en el centro de Põhja-Tallin. La fábrica de algodón "Balti Puuvillavabrik" fue construida aquí en el siglo XIX. Se ubicaba en la colina "Sitsimägi", de la cual toma su nombre el barrio de Sitsi. El barrio se compone principalmente de las casas de madera que se edificaron para los trabajadores.

### El antiguo distrito Kalinin
Los distritos de Põhja-Tallinn y Haabersti conformaron, entre 1950 y 1990, un distrito que recibía el nombre de "Distrito Kalinin" (en estonio Kalinini rajoon), en honor a Mijaíl Kalinin, presidente de la Unión Soviética de 1922 a 1946. Kalinin trabajó entre 1901 y 1904 en Tallin, primero en Volta, en Kalamaja, una fábrica que fabricaba equipos eléctricos, y luego en los ferrocarriles. Su esposa, Katarina Loorberg, era estonia.

## Demografía
Põhja-Tallinn es una de las zonas urbanas más diversas de Tallin en términos demográficos. Mientras que los barrios de Kelmiküla, Kalamaja y Pelgulinn albergan una alta proporción de estonios étnicos, en los grandes complejos residenciales de Pelguranna, Karjamaa y Kopli predominan los residentes de habla rusa. En 2011, la proporción de hablantes nativos de estonio en Põhja-Tallin era del 47,6%. Los residentes de habla rusa conformaban la mayoría relativa con un 49,6%.

## Transporte
Põhja-Tallin tiene tres vías principales: Sõle tänav, Kopli tänav y Tõõstuse tänav.
El barrio de Kopli está conectado por una línea de tranvía al centro de Tallin y por una línea de trolebús al distrito de Mustamäe. La Estación del Báltico está conectada por líneas de trolebús con los distritos de Kristiine, Mustamäe y Haabersti y con el centro. Por el distrito también pasan varias líneas de autobuses.
Las líneas ferroviarias de mercancías conectan los puertos de Paljassaare y Kopli con la red ferroviaria de Estonia.